# Малинове (Кролевецький район)
Малинове — колишнє село в Україні, у Кролевецькому районі Сумської області. Підпорядковувалось Мутинській сільській раді.

## Географічне розташування
Село Малинове знаходилося на відстані до 1,5 км від сіл Отрохове, Жабкине і Горохове. По селу протікає пересихаючий струмок з загатою. Поруч проходить автомобільна дорога Т 1907

## Історія
Виникло у 1-й третині 20 століття, на землі, що належала поміщику Малинову.
На 1986 рік у селі мешкало 10 осіб. Мало хутірське планування, складаючись із декількох розташованих поруч дворів.
18 січня 1988 року Сумська обласна рада зняла село з обліку у зв'язку із переселенням жителів.